# Kaštelir-Labinci
Kaštelir-Labinci (tal. Castellier-Santa Domenica) je općina u Istarskoj županiji u Hrvatskoj.
U njoj se održava poznati Kaštelir FelnaFest.

## Općinska naselja
Općina ima 15 naselja (stanje 2006.), to su:
- Babići,
- Brnobići,
- Cerjani,
- Deklići,
- Dvori,
- Kaštelir – Castelliere,
- Kovači,
- Krančići,
- Labinci – S. Domenica,
- Mekiši kod Kaštelira,
- Rogovići,
- Rojci,
- Roškići,
- Tadini i
- Valentići.

## Stanovništvo

### Popis stanovništva 2001. godine
Po popisu stanovništva iz 2001. godine, općina Kaštelir-Labinci imala je 1334 stanovnika, raspoređenih u 15 naselja:
- Babići – 73
- Brnobići – 123
- Cerjani – 15
- Deklići – 34
- Dvori – 37
- Kaštelir – 283
- Kovači – 55
- Krančići – 80
- Labinci – 269
- Mekiši kod Kaštelira – 20
- Rogovići – 90
- Rojci – 64
- Roškići – 53
- Tadini – 68
- Valentići – 70

### Popis stanovništva 2011. godine
Prema popisu stanovništva 2011. godine općina Kaštelir-Labinci je imala 1.463 stanovnika.
| broj stanovnika | 935   | 1031  | 1197  | 1435  | 1741  | 2075  | 1948  | 2119  | 2045  | 1805  | 1572  | 1218  | 1168  | 1296  | 1334  | 1463  | 1493  |
|                 | 1857. | 1869. | 1880. | 1890. | 1900. | 1910. | 1921. | 1931. | 1948. | 1953. | 1961. | 1971. | 1981. | 1991. | 2001. | 2011. | 2021. |

## Uprava
Načelnik je Đulijano Petrović.

## Sport
U mjestu djeluju boćarski klubovi Kaštelir i Santa Domenica.
Postoje i nogometni te rukometni klub.

## Vanjske poveznice
- Službena stranica općine